# ULAF Perša Liga 2015
La Perša Liga 2015 è la 1ª edizione (non ufficiale) del campionato di football americano di primo livello, organizzato dalla ULAF.

## Squadre partecipanti
| Club                   | Città      | Stadio | Sponsor ufficiale | Risultato nella stagione 2014 |
| ---------------------- | ---------- | ------ | ----------------- | ----------------------------- |
| Azov Dolphins Mariupol | Mariupol'  |        |                   |                               |
| Kharkiv Atlantes       | Charkiv    |        |                   |                               |
| Kharkov Tigers         | Charkiv    |        |                   |                               |
| Kherson Sharks         | Cherson    |        |                   |                               |
| Mykolaiv Vikings       | Mykolaïv   |        |                   |                               |
| ZM United              | Zaporižžja |        |                   |                               |

## Stagione regolare

### Calendario

#### 1ª giornata
| Charkiv 4 aprile 2015 | ZM United | 0 – 50 referto | Kharkiv Atlantes |  |

| Cherson 5 aprile 2015 | Kherson Sharks | 36 – 6 referto | Kharkov Tigers |  |

| Mykolaïv 5 aprile 2015 | Mykolaiv Vikings | 30 – 14 referto | Azov Dolphins Mariupol |  |

#### 2ª giornata
| Berdjans'k 25 aprile 2015 | Azov Dolphins Mariupol | 6 – 56 referto | Kharkiv Atlantes |  |

| Cherson 26 aprile 2015 | Kherson Sharks | 40 – 14 referto | ZM United |  |

| Charkiv 26 aprile 2015 | Kharkov Tigers | 24 – 28 referto | Mykolaiv Vikings |  |

#### 3ª giornata
| Pavlograd 10 maggio 2015 | ZM United | 18 – 28 referto | Azov Dolphins Mariupol |  |

| Mykolaïv 10 maggio 2015 | Mykolaiv Vikings | 8 – 40 referto | Kherson Sharks |  |

#### 4ª giornata
| Mykolaïv 23 maggio 2015 | Mykolaiv Vikings | 0 – 24 referto | Kharkiv Atlantes |  |

| Berdjans'k 24 maggio 2015 | Azov Dolphins Mariupol | 24 – 0 referto | Kherson Sharks |  |

#### 5ª giornata
| Zaporižžja 7 giugno 2015 | ZM United | 0 – 56 referto | Mykolaiv Vikings |  |

| Charkiv 7 giugno 2015 | Kharkiv Atlantes | 24 – 8 referto | Kherson Sharks |  |

#### 6ª giornata
| Charkiv 13 giugno 2015 | Kharkov Tigers | 50 – 44 referto | Azov Dolphins Mariupol |  |

#### 7ª giornata
| Charkiv 9 agosto 2015 | Kharkov Tigers | 36 – 6 referto | ZM United |  |

#### 8ª giornata
| Zaporižžja 30 agosto 2015 | ZM United | 18 – 40 referto | Azov Dolphins Mariupol |  |

#### 9ª giornata
| Charkiv 13 settembre 2015 | Kharkiv Atlantes | 38 – 13 referto | Kharkov Tigers |  |

#### 10ª giornata
| Mykolaïv 20 settembre 2015 | Mykolaiv Vikings | 27 – 14 referto | Kherson Sharks |  |

#### 11ª giornata
| Mykolaïv 3 ottobre 2015 | Mykolaiv Vikings | 0 – 18 referto | Kharkiv Atlantes |  |

### Classifica
La classifica della regular season è la seguente:
- PCT = percentuale di vittorie, G = partite giocate, V = partite vinte, P = partite perse, PF = punti fatti, PS = punti subiti

| Pos. | Squadra                | PCT   | G | V | N | P | PF  | PS  |
| ---- | ---------------------- | ----- | - | - | - | - | --- | --- |
| 1    | Kharkiv Atlantes       | 1.000 | 6 | 6 | 0 | 0 | 210 | 27  |
| 2    | Mykolaiv Vikings       | .571  | 7 | 4 | 0 | 3 | 148 | 126 |
| 3    | Azov Dolphins Mariupol | .500  | 6 | 3 | 0 | 3 | 156 | 172 |
| 4    | Kherson Sharks         | .500  | 6 | 3 | 0 | 3 | 130 | 102 |
| 5    | Kharkov Tigers         | .400  | 5 | 2 | 0 | 3 | 129 | 152 |
| 6    | ZM United              | .000  | 6 | 0 | 0 | 6 | 56  | 250 |

## Finale
| Charkiv 17 novembre 2015 | Kharkiv Atlantes | 56 – 12 referto | Mykolaiv Vikings |  |

## Verdetti
- Kharkiv Atlantes Campioni ULAF 2015